# Baierberg (Mering)
Baierberg ist ein Ortsteil der Marktgemeinde Mering im schwäbischen Landkreis Aichach-Friedberg.

## Lage
Das Kirchdorf liegt auf offener Flur östlich des Waldgebietes Meringer Hart, etwa 4,5 von Mering entfernt und 16 km südöstlich von Augsburg. In Baierberg entspringt ein Quellbach des Wachtmannbaches, der über den Steinbach der Paar zufließt.

## Geschichte
Die Gegend war bereits in der Latènezeit besiedelt, wie einige Funde belegen. Auf dem eineinhalb Kilometer westlich gelegenen Schloßberg finden sich auch Spuren der Römischen Kaiserzeit.
Erhalten ist die im Jahre 1681 erbaute Dorfkirche St. Kastulus.  Sie wurde 1974 letztmals renoviert. Ein zwischen 1540 und 1600 errichteter Vorgängerbau war im Dreißigjährigen Krieg gegen 1630 niedergebrannt worden.
Um 1800 bestand der Ort aus 15 Höfen. Am westlichen Ortsausgang befindet sich eine 1863 gebaute kleine Kapelle. Siehe auch → Liste der Baudenkmäler in Baierberg
Bis zur Gemeindegebietsreform war Baierberg eine eigenständige Gemeinde mit dem Ortsteil Oberdorf. Sie wurde im Zuge der Gemeindegebietsreform zum 1. Juli 1972 aufgelöst und Baierberg nach Mering eingegliedert. Oberdorf kam zur Nachbargemeinde Mittelstetten.

## Infrastruktur
Baierberg ist überwiegend landwirtschaftlich strukturiert; es gibt ein Bauunternehmen, aber nur wenig Siedlungsbebauung. Gemeindestraßen führen über Meringerzell nach Mering und in die umliegenden Ortschaften.